# Comedy Central Roast
Comedy Central Roast são séries especiais de celebridades "Fritadas" que é exibida pelo canal Comedy Central americano desde 10 de Agosto de 2003.

## História
Entre 1998 e 2001, Comedy Central produzida e televisionada as fritadas no "New York Friars' Club". Após cinco anos de acordo o programa passou a ser produzido em suas próprias fritadas no mesmo espírito. A primeira fritada foi com Denis Leary (e produzido pela empresa de produção de Leary), exibido em 10 de agosto de 2003 e foi o programa mais assistido da história do canal, excluindo os episódios de South Park.
Alguns participantes afirmaram que determinados tópicos estão fora dos limites. Por exemplo, Pamela Anderson teve o tema de sua infecção de Hepatite C como fora dos limites (embora que Andy Dick fez uma piada que foi cortada), e William Shatner solicitou que os comediantes não mencionassem  a morte de sua esposa Nerine morta por afogamento em sua piscina. Outros, porém, não tiveram limites sobre os tópicos - David Hasselhoff foi um exemplo, e de acordo com Lisa Lampanelli (como por em seu Twitter sobre o assunto), Donald Trump também fez o mesmo.
Apesar de Charlie Sheen inicialmente concordado a qualquer restrição em sua participação, mais tarde ele disse durante uma entrevista com Jay Leno que ele pediu que as piadas sobre sua mãe deveriam ser editadas fora da transmissão.

## Roasts cancelados
Em 2008, uma fritada foi planejada para o músico Willie Nelson para coincidir com o lançamento de seu set box, One Hell of a Ride, mas foi adiado indefinidamente.
Uma fritada para o músico Kid Rock foi anunciada em novembro de 2010 e prevista para Janeiro de 2011, mas foi mais tarde substituído pela fritadda de Donald Trump. O roast do rock foi remarcada para agosto de 2011 mas foi substituído novamente, desta vez por Charlie Sheen.

## Lista de Roasts exibidos
1. (2001) Comedy Central Roast of Hugh Hefner
2. (2003) Comedy Central Roast of Denis Leary
3. (2005) Comedy Central Roast of Jeff Foxworthy 
4. (2005) Comedy Central Roast of Pamela Anderson
5. (2006) Comedy Central Roast of William Shatner 
6. (2007) Comedy Central Roast of Flavor Flav 
7. (2008) Comedy Central Roast of Bob Saget 
8. (2009) Comedy Central Roast of Larry the Cable Guy 
9. (2009) Comedy Central Roast of Joan Rivers 
10. (2010) Comedy Central Roast of David Hasselhoff
11. (2011) Comedy Central Roast of Donald Trump 
12. (2011) Comedy Central Roast of Charlie Sheen
13. (2012) Comedy Central Roast of Roseanne Barr
14. (2013) Comedy Central Roast of James Franco
15. (2015) Comedy Central Roast of Justin Bieber
16. (2016) Comedy Central Roast of Rob Lowe
17. (2018) Comedy Central Roast of Bruce Willis
18. (2019) Comedy Central Roast of Alec Baldwin

## Internacional
A primeira "assada" internacional foi ao ar no "Comedy Central Nova Zelândia" na quarta-feira, 15 de dezembro de 2010 e o queimado era proeminente Mike King.